# Білефельдський штадтбан
Білефельдський штадтбан (нім. Stadtbahn Bielefeld) — система ліній штадтбану у місті Білефельд, Німеччина. В системі використовується метрова колія та потяги що живляться від повітряної контактної мережі.

## Історія
Рух трамваїв в місті відкрився 20 грудня 1900 року. Перша відкрита лінія трамваю одразу показала свою ефективність та прибутковість тому вже в 1902 році почалося будівництво другої лінії. Будівництву третьої лінії перешкодила Перша світова війна, лінія відкрилася тільки в 1928 році. Під час другої світової війни система значно постраждала, відбудова зайняла декілька років. В 1950-х роках почалися перші проблеми, через збільшення кількості автомобілів почалися затори на вузьких центральних вулицях міста. Міська влада вирішила зберегти рух трамваїв але прибравши лінії що проходили на найвужчих вулицях. Ідея перебудови трамвайних ліній в систему метротраму з підземними ділянками в центрі міста виникла в середині 1960-х, за прикладом Кельна.
Перший невеликий тунель, завдовжки 250 метрів з 1 підземною станцією відкрився у 1971 році. Поетапна перебудова всієї системи ліній розпочалася в 1978 році, були реконструйовані наземні зупинки, закуплено новий рухомий склад (старі трамваї не підходили для підземних ділянок), колії були відокремлені від проїжджої частини. Офіційне відкриття сталося 28 квітня 1991 року, коли відкрився основний тунель в центрі міста. З того часу мережа трамвайних ліній стала штадтбаном. Останній раз підземні станції в місті відкрилися у 2000 році, 2 станції на лінії 4.

## Лінії
На 2018 рік в місті чотири лінії що перетинаються в центрі. Середня відстань між зупинками 450 метрів, в місті 7 підземних станції та 57 наземних (42 обладнані високими платформами). Система інтегрована з іншими видами транспорту, поблизу багатьох станцій існують пересадки на міські та міжміські автобуси. Поблизу двох станцій знаходяться залізничні станції.
- Лінія 1  — починається від станції «Schildesche» прямує через центр міста до станції «Senne», має 22 станції з яких 4 спільно з іншими лініями.
- Лінія 2  — починається від станції «Altenhagen» прямує через центр міста до станції «Sieker», має 17 станцій з яких 4 спільно з іншими лініями.
- Лінія 3  — починається від станції «Babenhausen» прямує через центр міста до станції «Dürkopp Tor 6», має 11 станцію з яких 3 спільно з іншими лініями.
- Лінія 4  — починається від станції «Stieghorst Zentrum» та прямує до станції «Lohmannshof», має 19 станцій з яких 3 спільно з іншими лініями.

## Галерея

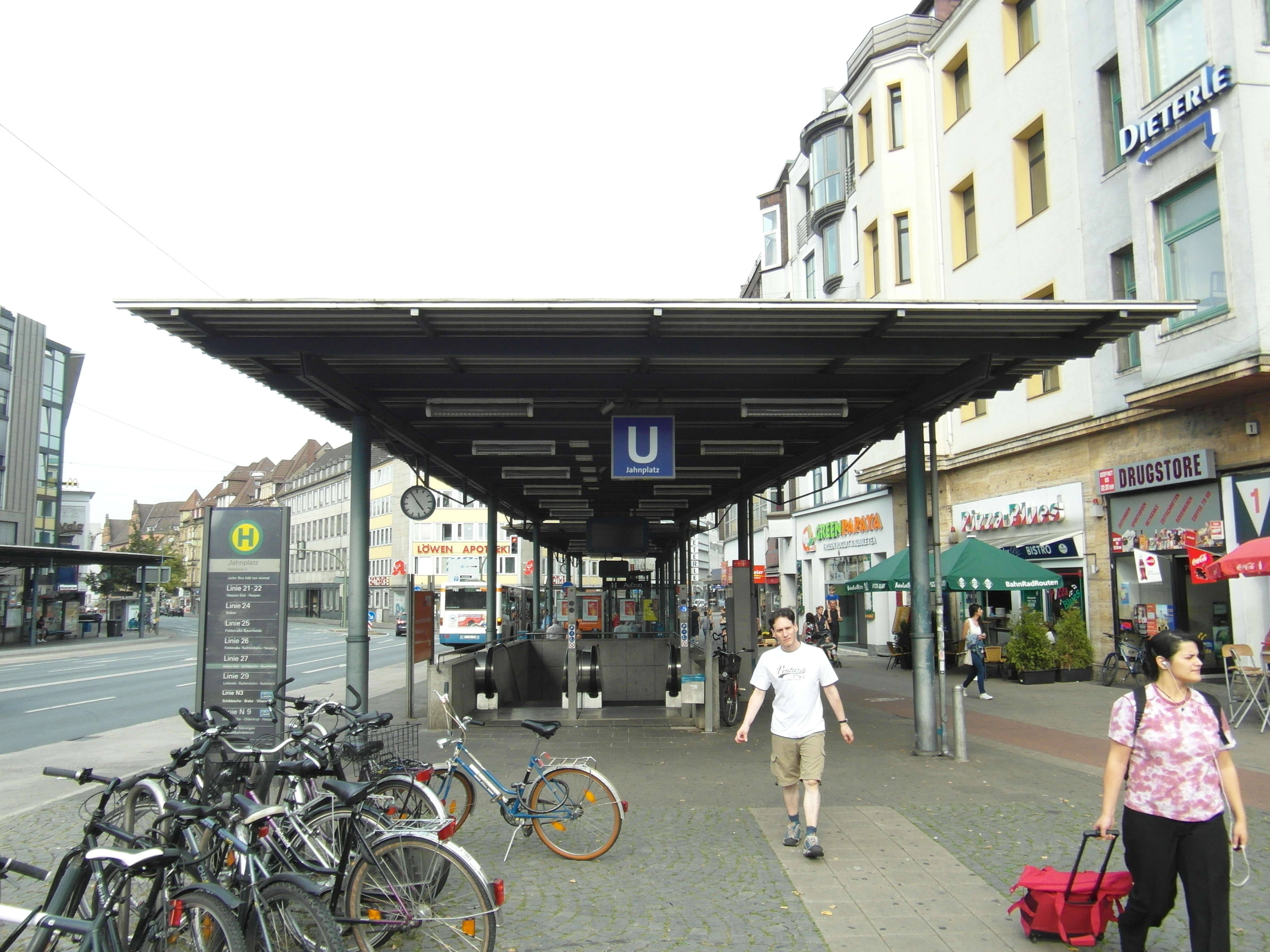
Вихід з підземної станції «Jahnplatz»
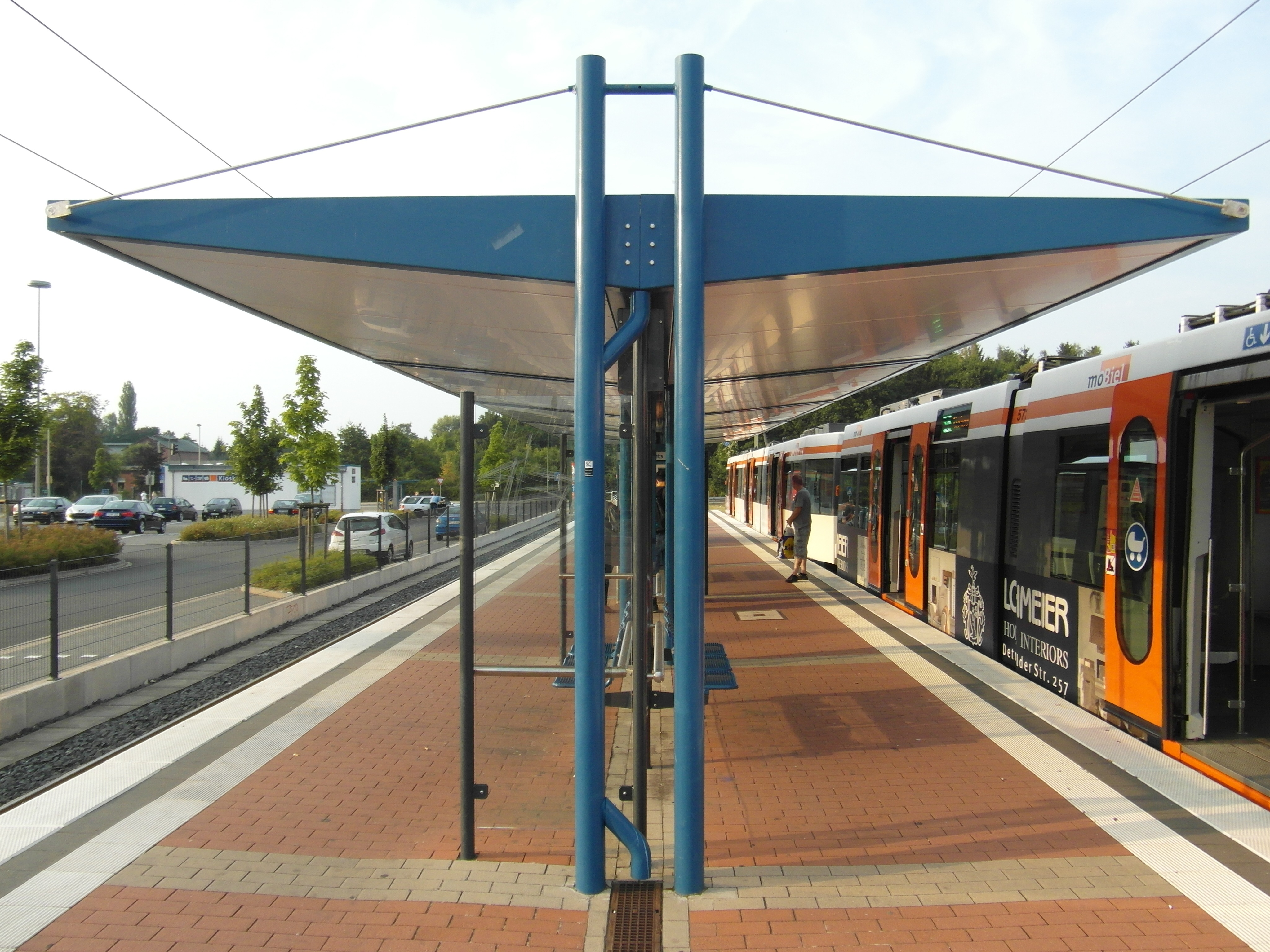
Наземна станція «Milse»
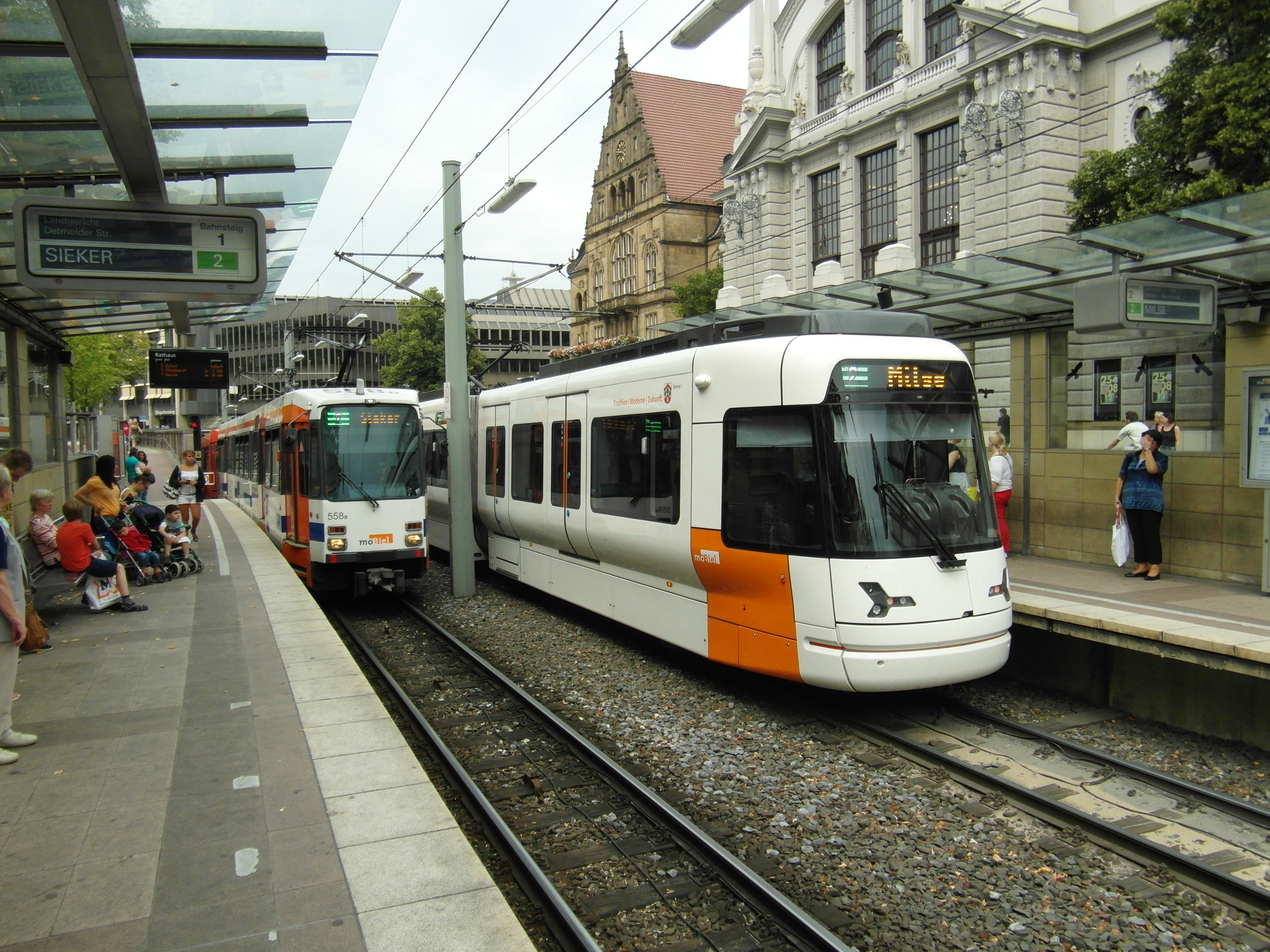
Потяги на станції «Rathaus»
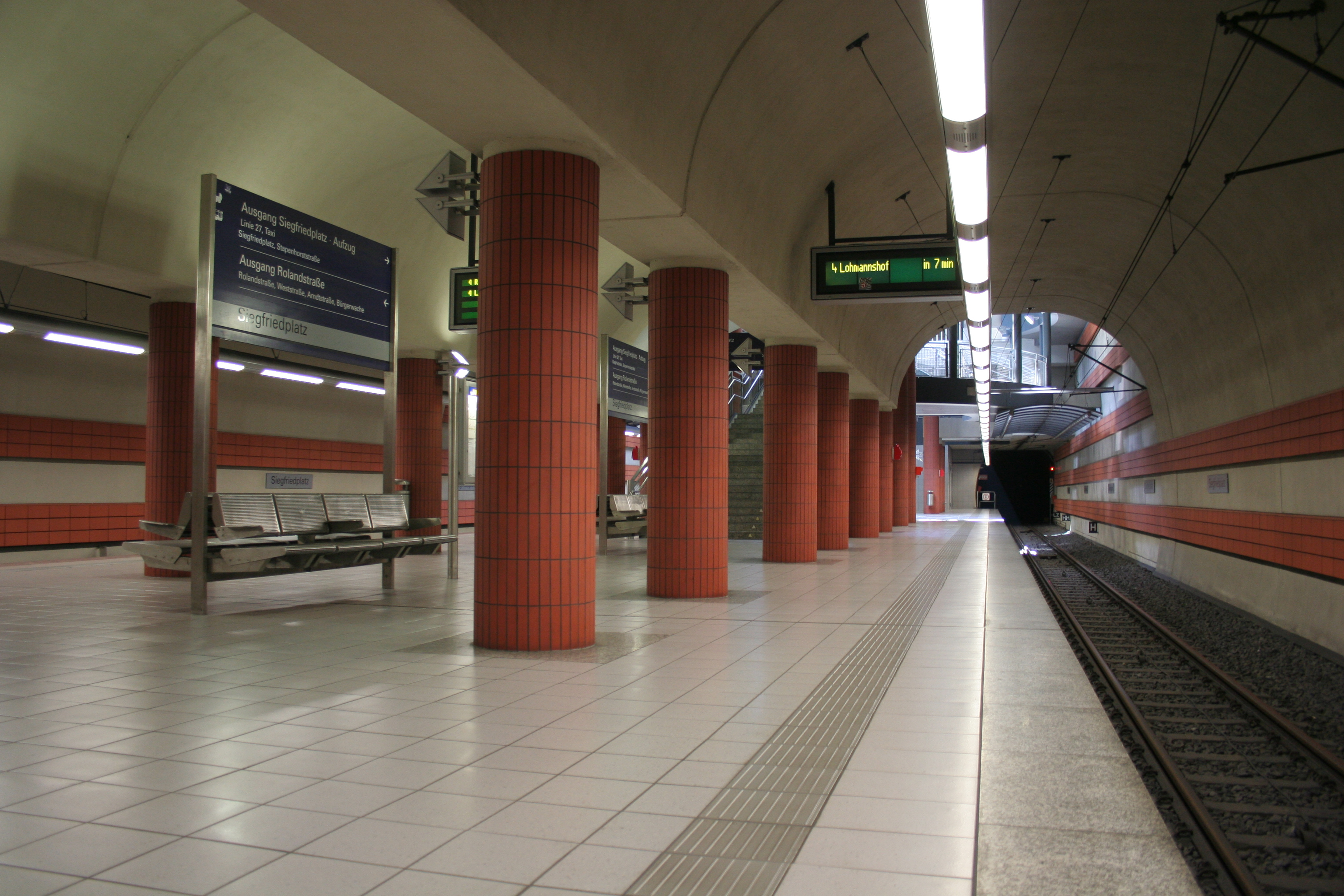
Підземна станція «Siegfriedplatz»